# Mänsklig fortplantning
| Mänsklig fortplantning |
| --- |
| Schematisk bild över äggcellens väg från äggstocken via äggledaren (där den befruktas) till livmoderns vägg. - Betydelse – fortplantning hos människan - Metod – sexuell förökning med ca 38 veckor lång graviditet - Kännetecken – befruktning via samlag (hos kvinnan mellan puberteten och klimakteriet) eller in vitro-fertilisering |

Mänsklig fortplantning är den fortplantning som sker hos människan. Det är en sexuell förökning som i likhet med andra däggdjur inkluderar en lång graviditet. Människan har utvecklat ett antal kulturella regler och traditioner kring parbildning, fortplantning och uppfostran, och föräldraskapet är grunden till de flesta mänskliga familjer – en skyddande grundenhet i civilisationen. Sexuell samvaro, som är det vanligaste sättet att fortplanta sig, kan även ske av en mängd andra syften.

## Funktion och särdrag
En naturlig befruktning sker hos människan efter samlag. Utan preventivmedel kan fertila kvinnor bli gravida om en kvinnlig könscell förenas med en manlig könscell. Fertilitet kan påverkas av hälsotillstånd och ålder. Missfall kan uppkomma under hela graviditeten, men är vanligast under graviditetens första tid. Graviditetens längd är i genomsnitt 38 veckor.
Fortplantningssystemet innefattar puberteten och klimakteriet (och andropausen) samt menstruationscykeln. En kvinna kan vara fertil mellan puberteten och klimakteriet, vilket är gränslinjer som motsvarar liknande livsperioder hos andra snarlika djur.
Fortplantningen hos arten människa har grundläggande likheter med fortplantningen hos andra däggdjur. Samtidigt har människan under sin historia utvecklat stora delar av sin kultur i ett växelspel mellan fortplantning och civilisationens utveckling. Människans barn blir föremål för en lång uppfostringsperiod, vilket omgärdas med olika typer av formaliserade utbildningar och inlärning inom och utom familjen.

### Samlagets roll, preventivmedel
Den biologiska fortplantningen genomförs inom eller utom en äktenskaplig ram, där äktenskapet som institution anses gynna en trygg uppväxtmiljö för barnet. Den konkreta fortplantningen sker i allmänhet genom ett oskyddat samlag, där en av mannens spermier befruktar ett av kvinnans ägg och ett embryo så småningom utvecklas till ett foster inuti livmodern; cirka nio månader efter befruktningen sker barnets födelse. Vid biologiska skador eller problem kan in vitro-fertilisering, där spermier och ägg förenas utanför kvinnans kropp, lösa många infertilitetsproblem. Denna kan ske genom spermiedonation och genom äggdonation, där en eller båda av de biologiska föräldrarna bidrar till ett annat pars fortplantning.
Samlaget är ofta en förutsättning för en lyckad befruktning. Hos människan är denna handling i regel en aktivitet som bidrar till upprätthållandet av den parbildning som skyddar barnet. Samlag är dock bara en typ av sex (vid sidan av bland annat onani), och användandet av preventivmedel minskar risken för ofrivillig graviditet. Vid ofrivillig graviditet finns ofta möjlighet till abort fram till en viss tid in i graviditeten, men praktiken är kontroversiell och laglig möjlighet till abort är i många länder länder starkt begränsad eller icke-existerande.
Hos många par är fortplantning sällan målet med den sexuella samvaron. Hos ett antal djurarter finns erogena zoner – inklusive ollon och klitoris – som gör sexuell samvaro till en positivt stimulerande syssla. Samlaget kan både bygga upp relationer men även användas som kontroll och bestraffning, när endast den ena partens vilja spelar roll (se våldtäkt och sexuellt övergrepp). Hos människans nära släktingar schimpans och bonobo finns exempel på båda dessa praktiker.

### Seder och tabun
Parbildningen sker inte på samma sätt i alla kulturer. I många länder är under 2000-talet den romantiska kärleken en självklar förutsättning för en passande parbildning. I bland annat Arabvärlden och många islamiska länder är vanligt med kusingifte, där två kusiner av olika kön gifts ihop efter gemensam planering mellan olika delar av släkten. Sådana arrangerade äktenskap anses hålla samman släkten, samtidigt som parbildningen får en mer skyddande än romantisk inramning. Sedvänjan är dock vanligast i miljöer med begränsad tillgång till utbildning.
I bland annat europeiska, kristna och västerländska kulturer är det ofta opassande eller olagligt att gifta sig med sin släkting. Detta ingår i det kulturella tabuet incest, som bland annat motiveras med risken för inavel; hälsoriskerna vid fortplantning mellan kusiner är dock små.